# Tensta (métro de Stockholm)
Pour les articles homonymes, voir Tensta (homonymie).
Tensta est une station d'une branche, de la ligne Bleue du métro de Stockholm. Elle est située dans le quartier de Tensta, dans la commune de Stockholm, en Suède.
Mise en service en 1975, elle est desservie par les rames de la ligne T10 du métro de Stockholm.

## Situation ferroviaire

Plan du métro.

Établie en souterrain, la station Tensta de la branche Hjulsta de la ligne Bleue, est située entre la station terminus ouest Hjulsta et la station Rinkeby, en direction du terminus est : Kungsträdgården.
C'est une station de passage de la branche Hjulsta de la T10, qui dessert les stations entre Hjulsta et Kungsträdgården.

## Histoire
La station Tensta est mise en service le 31 août 1975.

## Service des voyageurs

### Accueil

Installations
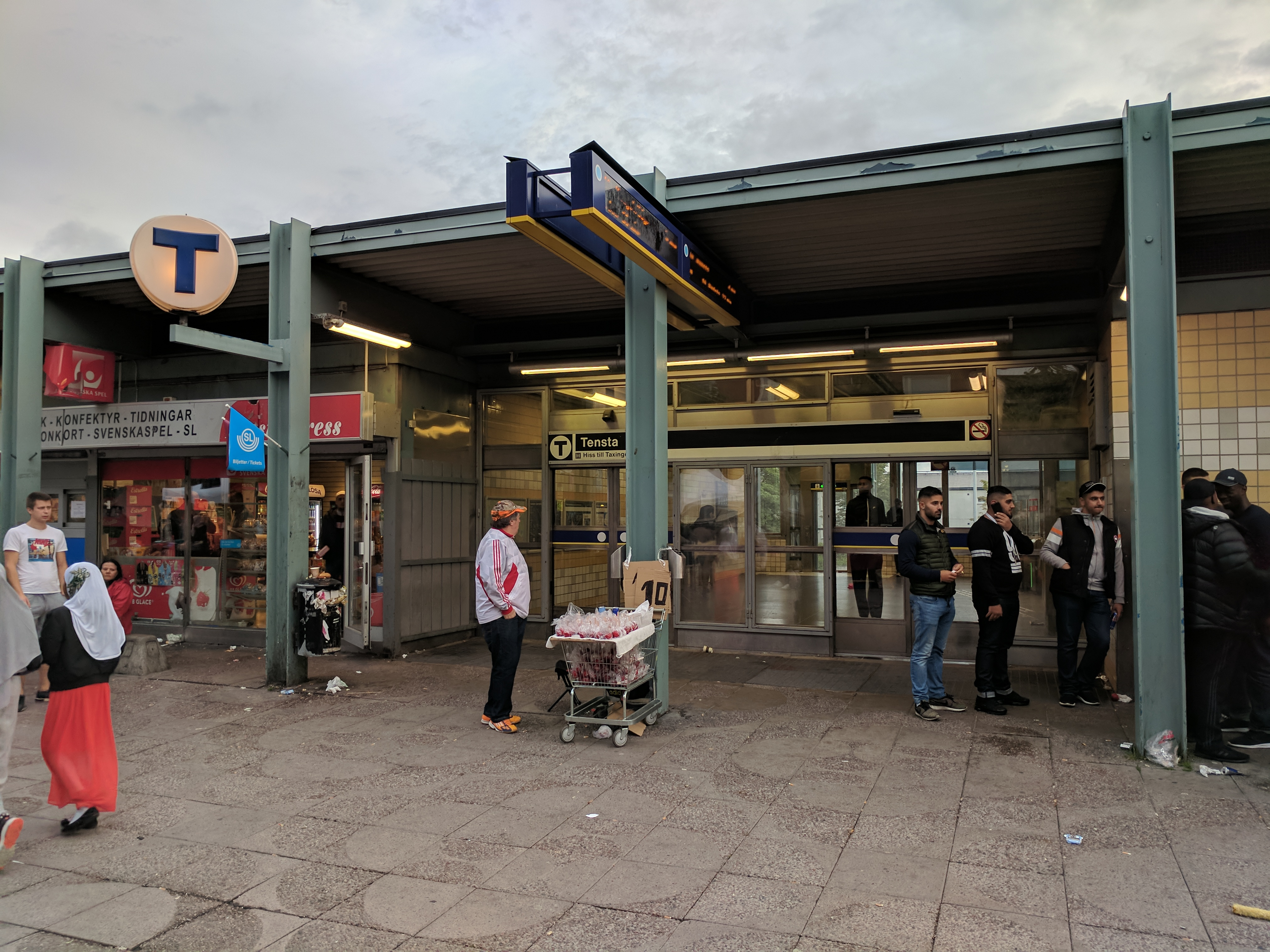
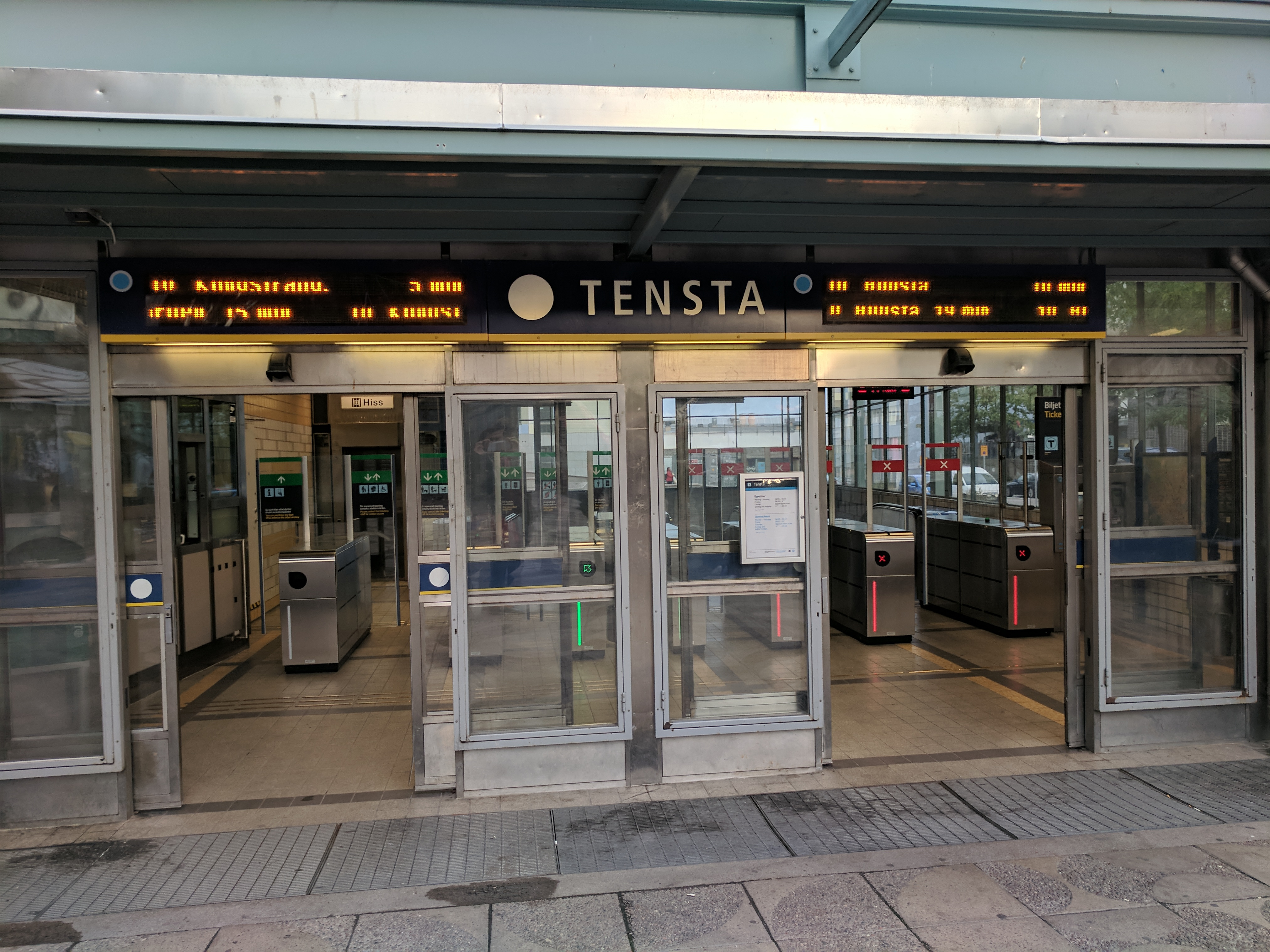
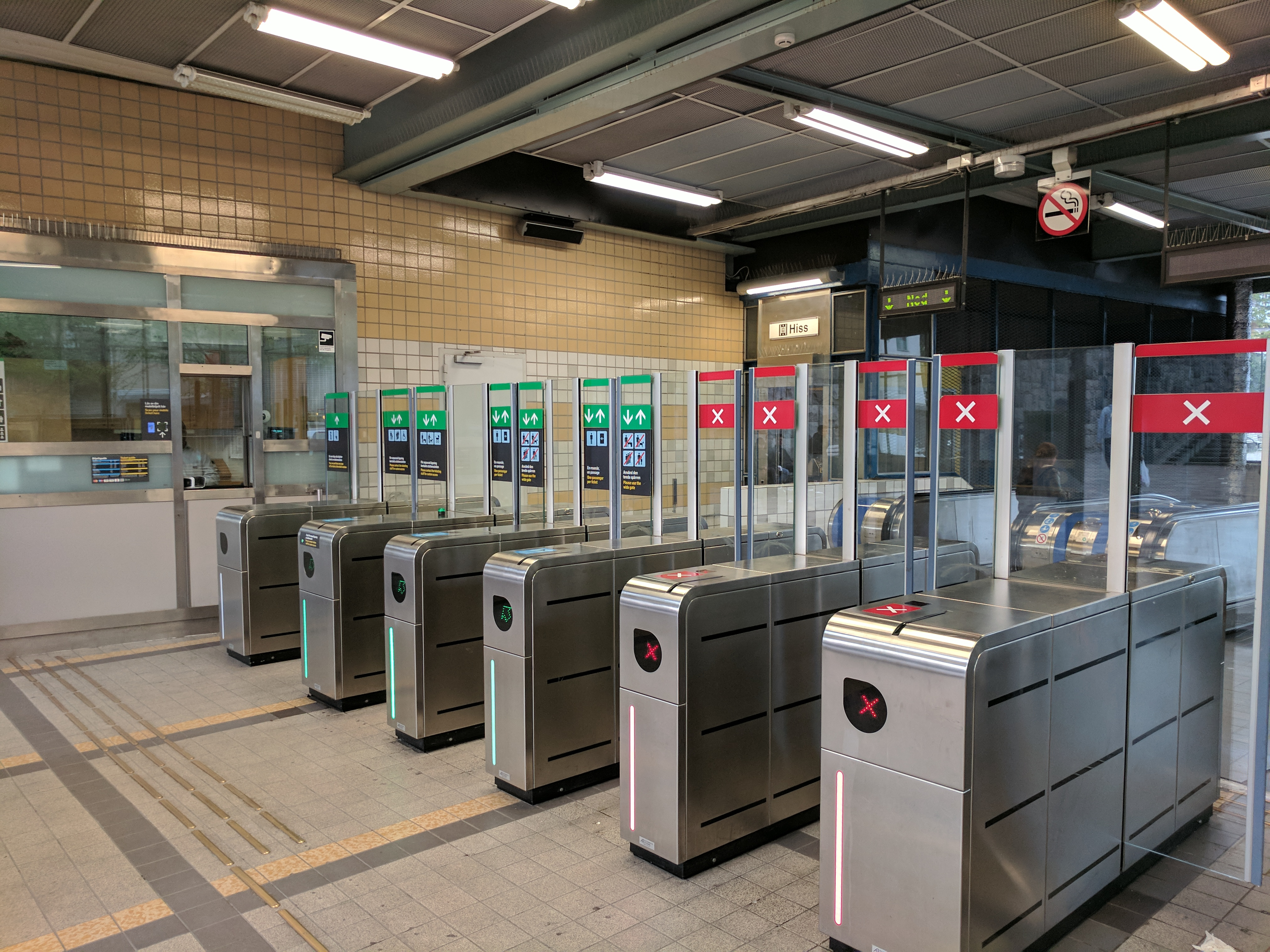

### Desserte
Hjulsta est desservie par les rames de la ligne T10.

Installations et desserte
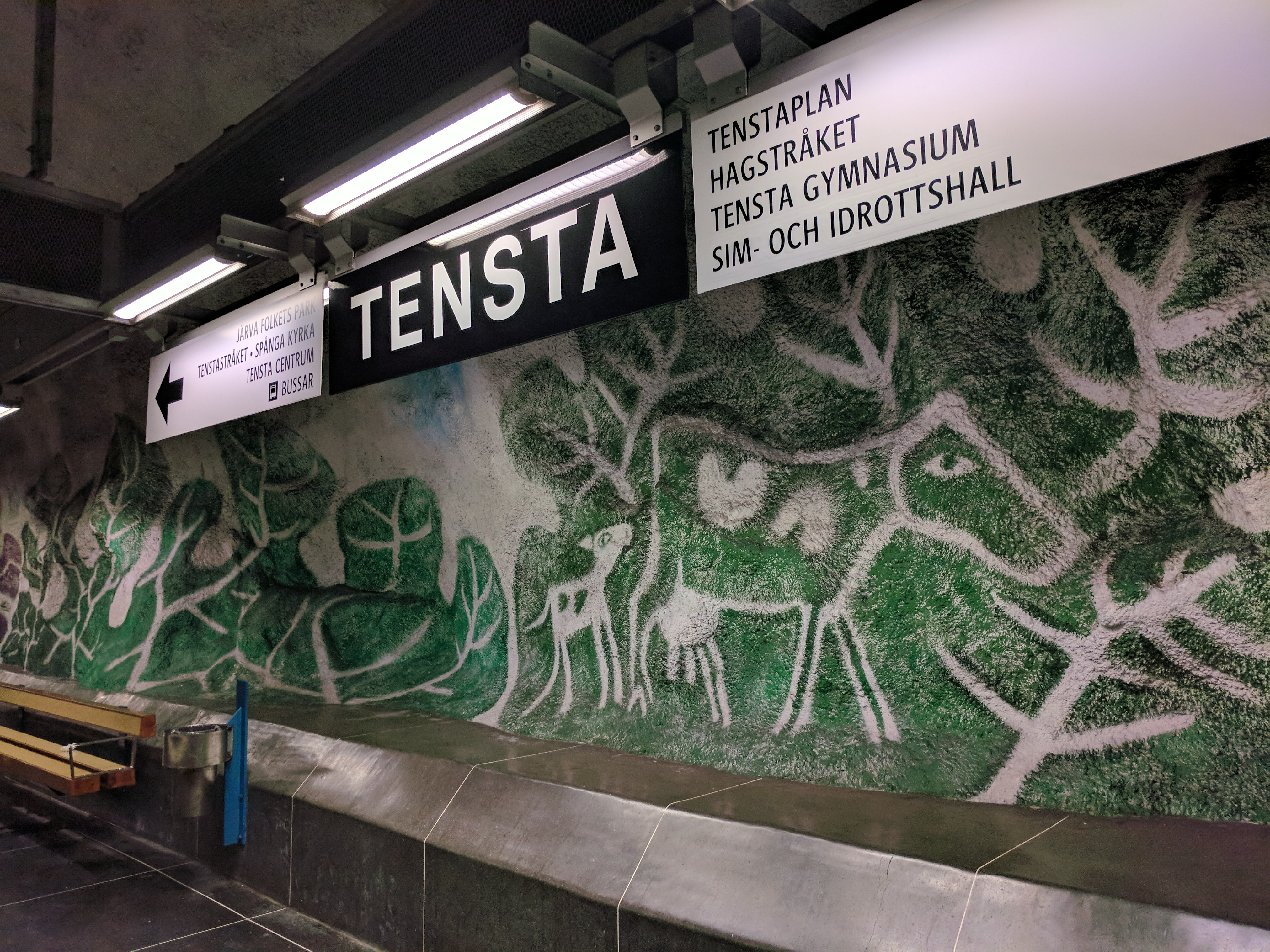
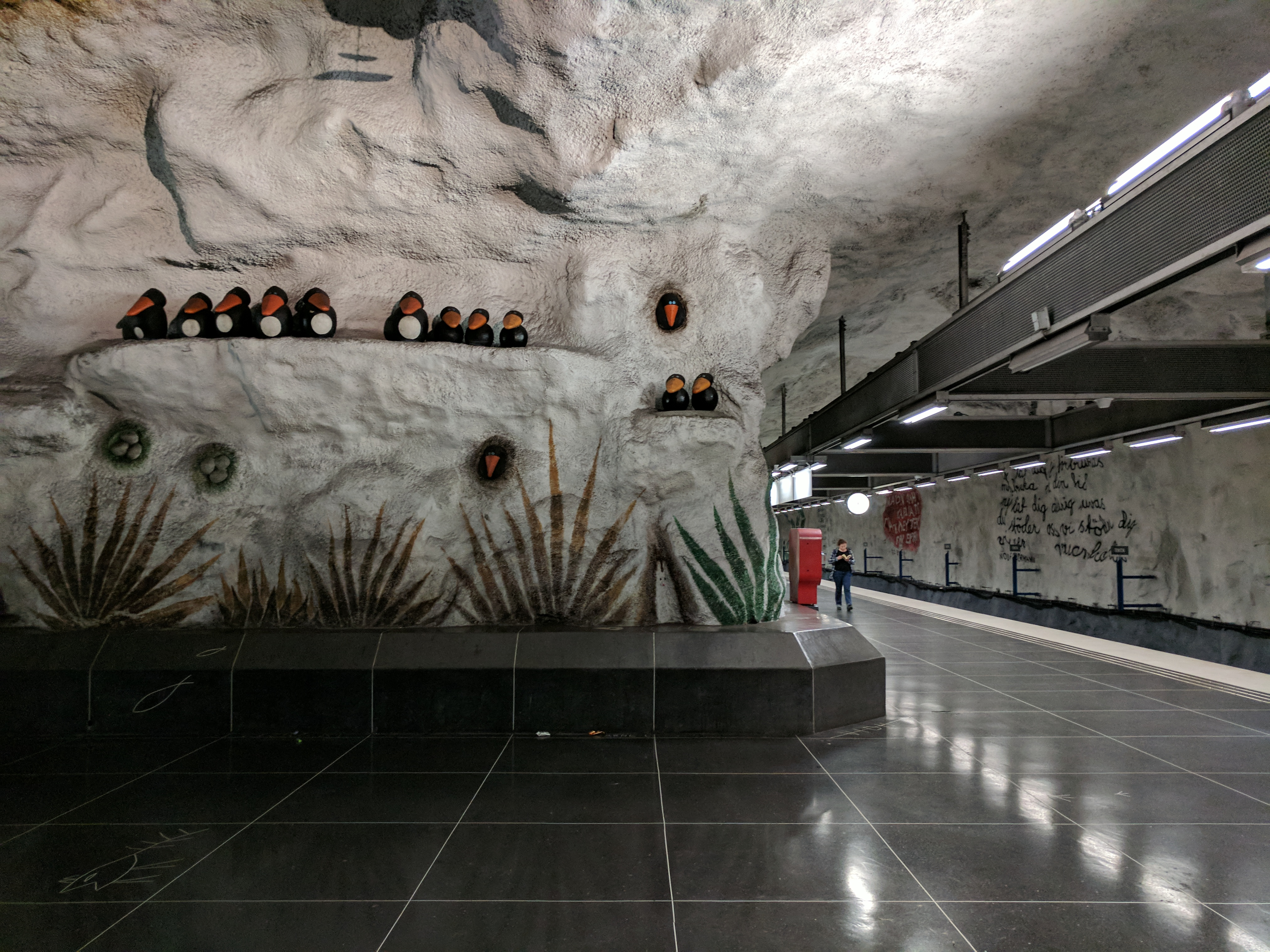
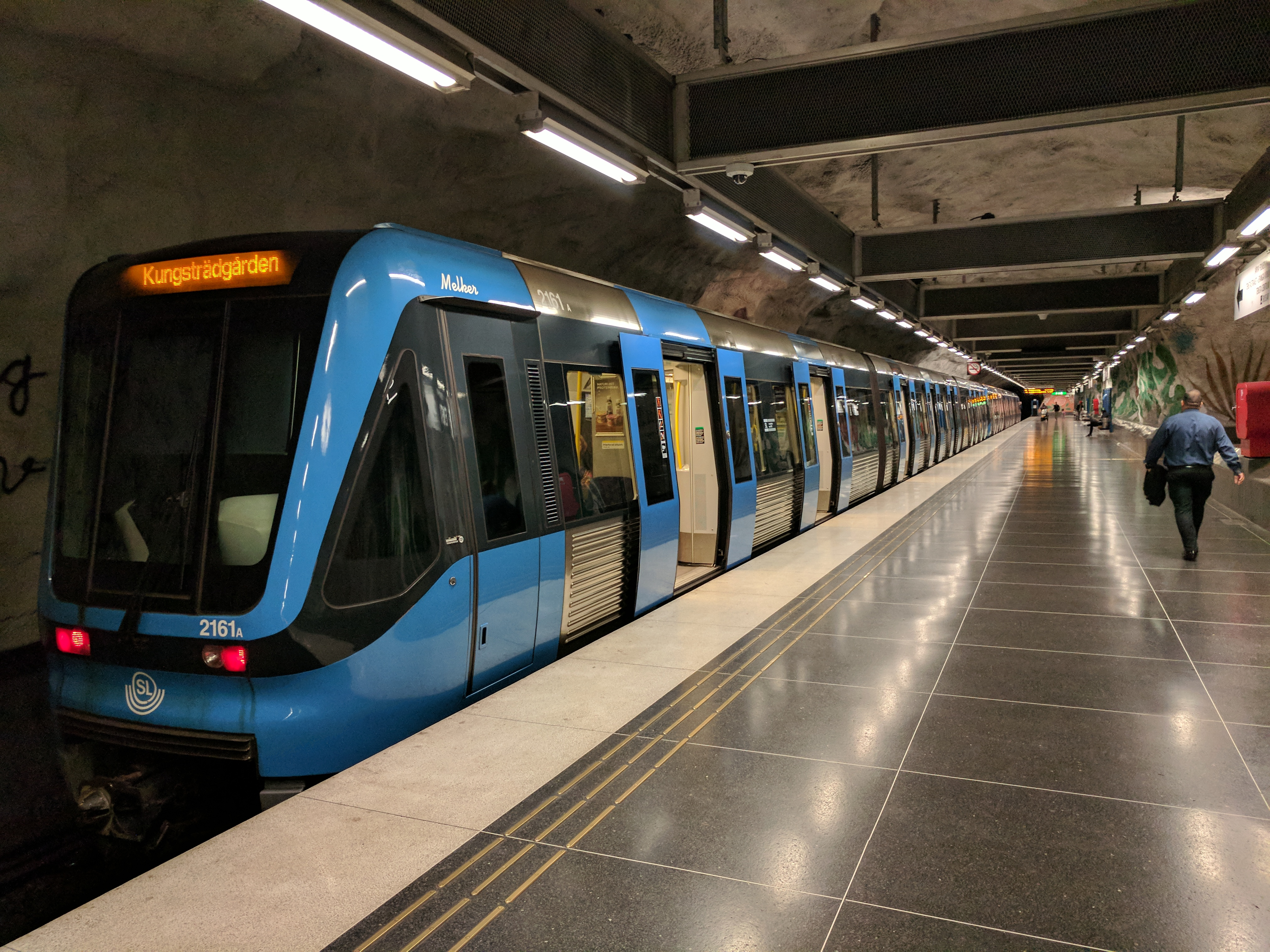

## Art dans la station
La décoration artistique de la station a été faite par Helga Henschen (sv) sur le thème d' Une rose pour les immigrés (En ros till invandrarna en suédois). Ce thème comporte comme maître-mot, la fraternité. 18 toiles de peintures furent peintes, et chaque toile est écrite avec une langue différente.

Œuvres
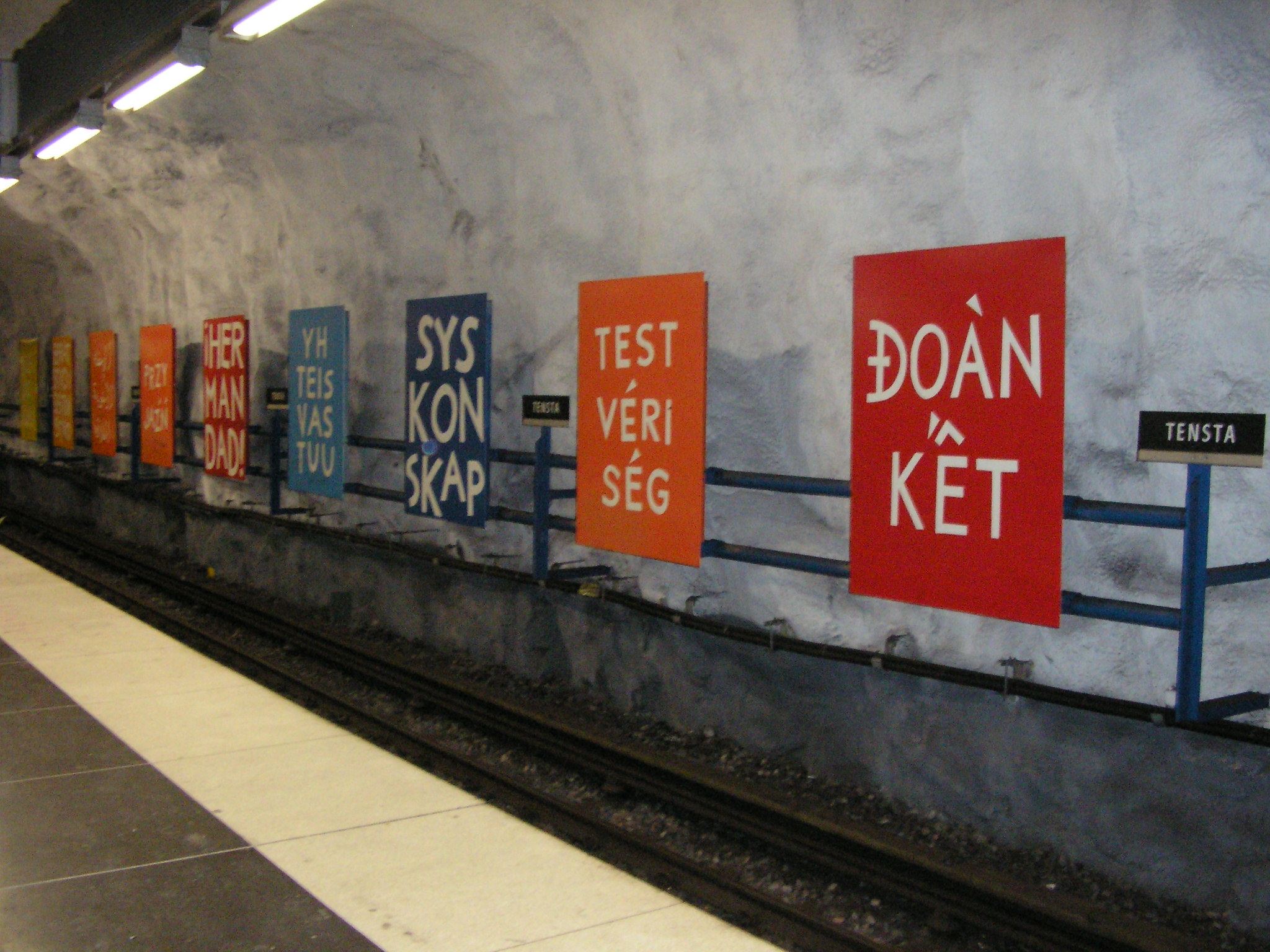
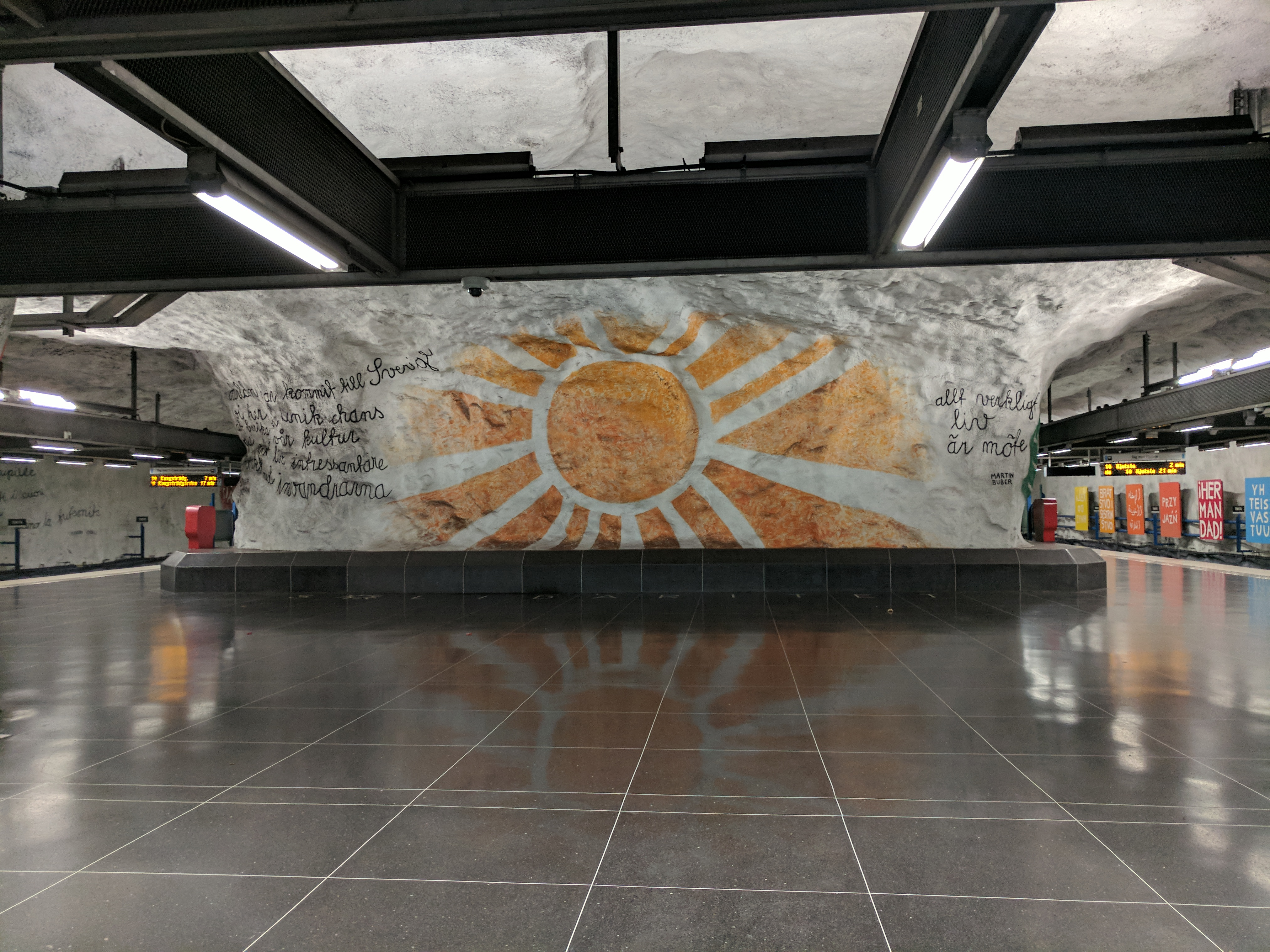